# 榮光 (清朝宗室)
宗室榮光（穆麟德轉寫：Uksun Žungguwang，1853年11月9日—1916年9月18日，咸豐三年十月初九日丑時－民國五年八月二十一日戌時），字晴川。清朝宗室正藍旗第九族載字輩，晚清官员。

## 經歷
光緒二年（1876年）丙子鄉試舉人。
光緒十六年（1890年）庚寅恩科第二甲第一百六名進士出身。同年五月，著主事，分部学习。
二十九年（1903年）：授都察院經歷。三月，帶領保送人員引見，榮光因病未到，罰俸六個月。
宣統元年（1909年）：授副理事官。
二年（1910年）：十一月，升額缺御史，授協理遼瀋道監察御史。
三年（1911年）：正月，授掌山東道監察御史。
民國五年（1916年）八月二十一日卒，年六十四。

## 家庭及關聯
- 十世祖：清顯祖塔克世（？－1583年）。
- 九世祖：誠毅勇壯貝勒穆爾哈齊（1561年－1620年），塔克世次子，初封誠毅貝勒，追封多羅。
- 八世祖：固山襄敏貝子務達海（1601年－1655年），穆爾哈齊第四子，初封三等輔國將軍、累封固山貝子；初授鑲白旗副都統，官至議政大臣、左都御史。
- 七世祖：奉恩鎮國純和公托克托惠（1633年－1673年），務達海第六子，初封三等輔國將軍，署封奉恩鎮國公。
- 六世祖：不入八分鎮國襄毅公揚福（1665年－1715年），托克托慧第八子，初封三等奉國將軍，累封二等奉國將軍，襲封不入八分鎮國公；初授右衛護軍參領，官至黑龍江將軍。
- 五世祖：已革鎮國將軍嵩阿禮（1702年－1778年），揚福第八子，初封三等鎮國將軍，授船廠副都統，緣事革退；後累官西安將軍，再緣事革退。
- 四世祖：宗室德克登額（1724年－1787年），嵩阿禮長子，恩詔授五品官。
- 高祖父：宗室愛新達（1772年－1805年），德克登額第五子，閑散。
- 祖父：宗室福培（1797年－1854年），愛新達長子，閑散。

- 父：宗室瑞鸞（1826年－1860年），福培長子，閑散。
- 母：烏哲特氏，都爾松阿之女。
- 弟：宗室榮鈞（1858年－1930年），官三等侍衛。

### 妻兒
- 妻：瓜爾佳氏，孟惠之女。
- 子：宗室悅增（1897年－），筆帖式。